# Xã Colona, Quận Henry, Illinois
Xã Colona (tiếng Anh: Colona Township) là một xã thuộc quận Henry, tiểu bang Illinois, Hoa Kỳ. Năm 2010, dân số của xã này là 6.822 người.